# Terrell Davis
Pour les articles homonymes, voir Davis.
Pro Football Hall of Fame 2017
(en) Statistiques sur pro-football-reference
 Terrell Davis  est un joueur professionnel américain de football américain, né le 28 octobre 1972qui a évolué de 1995 à 2002 au poste de running back avec les Broncos de Denver au sein de la National Football League.
Son surnom était T. D., abréviation de son nom et de son prénom mais faisant également référence au touchdown.
Il est intronisé au Pro Football Hall of Fame en 2017.

## Biographie
Davis est choisi en 196e position lors du 6e tour de la draft 1995 de la NFL par les Broncos de Denver.
Il dispute 81 matchs de NFL et cumule 7 607 yards à la course (record de la franchise de Denver) et 60 touchdowns.
En 1998, il est classé 1er à la course en NFL.
Il remporte les Super Bowl XXXII et XXXIII avec les Broncos (saisons 1997 et 1998).
Après une série de blessures en 1999, 2000 et 2001, il arrête sa carrière de joueur pendant la pré-saison 2002. Il se reconvertit comme commentateur sportif pour une chaîne de télévision.

## Statistiques

### Universitaires
| Année              | Équipe             | MJ |     | Courses | Courses | Courses | Courses |       | Passes réceptionnées | Passes réceptionnées | Passes réceptionnées | Passes réceptionnées |
| Année              | Équipe             | MJ | Nb. | Yards   | Moy.    | TD      | Nb.     | Yards | Moy.                 | TD                   |                      |                      |
| 1991               | Long Beach State   | 5  | 55  | 262     | 4,8     | 2       | 4       | 92    | 23                   | 1                    |                      |                      |
| 1992               | Géorgie            | 10 | 53  | 388     | 7,3     | 3       | 3       | 38    | 12,7                 | 1                    |                      |                      |
| 1993               | Géorgie            | 11 | 167 | 824     | 4,9     | 5       | 12      | 161   | 13,4                 | 3                    |                      |                      |
| 1994               | Géorgie            | 11 | 97  | 445     | 4,6     | 6       | 31      | 330   | 10,6                 | 0                    |                      |                      |
| Totaux en carrière | Totaux en carrière | 37 | 372 | 1 919   | 5,4     | 16      | 50      | 621   | 14,9                 | 5                    |                      |                      |

### Professionnelles
| Année              | Équipe             | MJ |       | Courses | Courses | Courses | Courses |       | Passes réceptionnées | Passes réceptionnées | Passes réceptionnées | Passes réceptionnées |
| Année              | Équipe             | MJ | Nb.   | Yards   | Moy.    | TD      | Nb.     | Yards | Moy.                 | TD                   |                      |                      |
| 1995               | Broncos de Denver  | 14 | 237   | 1 117   | 4,7     | 7       | 49      | 367   | 7,5                  | 1                    |                      |                      |
| 1996               | Broncos de Denver  | 16 | 345   | 1 538   | 4,5     | 13      | 36      | 310   | 8,6                  | 2                    |                      |                      |
| 1997               | Broncos de Denver  | 15 | 369   | 1 750   | 4,7     | 15      | 42      | 287   | 6,8                  | 0                    |                      |                      |
| 1998               | Broncos de Denver  | 16 | 392   | 2 008   | 5,1     | 21      | 25      | 217   | 8,7                  | 2                    |                      |                      |
| 1999               | Broncos de Denver  | 4  | 67    | 211     | 3,1     | 2       | 3       | 26    | 8,7                  | 0                    |                      |                      |
| 2000               | Broncos de Denver  | 5  | 78    | 282     | 3,6     | 2       | 2       | 4     | 2                    | 0                    |                      |                      |
| 2001               | Broncos de Denver  | 8  | 167   | 701     | 4,2     | 0       | 12      | 69    | 5,8                  | 0                    |                      |                      |
| Totaux en carrière | Totaux en carrière | 78 | 1 655 | 7 607   | 4,6     | 60      | 169     | 1 280 | 7,6                  | 5                    |                      |                      |

| Année              | Équipe             | MJ |     | Courses | Courses | Courses | Courses |       | Passes réceptionnées | Passes réceptionnées | Passes réceptionnées | Passes réceptionnées |
| Année              | Équipe             | MJ | Nb. | Yards   | Moy.    | TD      | Nb.     | Yards | Moy.                 | TD                   |                      |                      |
| 1996               | Broncos de Denver  | 1  | 14  | 91      | 6,5     | 1       | 7       | 27    | 3,4                  | 0                    |                      |                      |
| 1997               | Broncos de Denver  | 4  | 112 | 581     | 5,2     | 8       | 8       | 38    | 4,8                  | 0                    |                      |                      |
| 1998               | Broncos de Denver  | 3  | 78  | 468     | 6       | 3       | 4       | 69    | 17,2                 | 0                    |                      |                      |
| Totaux en carrière | Totaux en carrière | 8  | 204 | 1 140   | 5,6     | 12      | 19      | 134   | 7,1                  | 0                    |                      |                      |

## Palmarès
- 2 Super Bowls : saison 1997 (XXXII) et saison 1998 (XXXIII)
- Super Bowl MVP : Super Bowl XXII
- 3 Pro Bowls : 1996, 1997, 1998
- MVP de NFL : 1998 (XXXII)
- 4e joueur à atteindre le plateau de 2 000 yards en saison régulière
- 3 x sélectionné dans l'équipe première All-Pro (First-team) : 1996, 1997, 1998
- 2 × joueur offensif NFL de l'année NFL : 1996, 1998
- Joueur AFC de l'année : 1996
- Meilleur coureur NFL de l'année : 1998
- 2 × leader NFL en nombre de TDs inscrits à la course : 1996, 1998
- Sélectionné dans l'équipe-type NFL des années 1990
- Intronisé membre du Ring of Fame des Broncos de Denver
- Intronisé au Pro Football Hall of Fame en 2017